# アイルランド国鉄2800系気動車
アイルランド国鉄2800系気動車（アイルランドこくてつ2800けいきどうしゃ）は、アイルランド国鉄（Iarnród Éireann）が所有する気動車の1形式。東急車輛製造が製造を手掛け、2000年から営業運転を開始した。

## 概要
東急車輛製造から導入した2600系気動車を使用し1994年から営業運転を開始した、ダブリンと近郊都市を結ぶ気動車通勤・近郊列車"ARROW"は利用客から高い評価を受け、1998年にGECアルストム製の2700系気動車を輸送力増加を目的に27両導入した。だがそれ以降もアイルランドの好景気を受けて利用客の増加は続き、特に朝夕の輸送力増強が課題となっていた。そこで再度東急車輛製造へ発注を行ったのが2800系気動車である。
車椅子スペースや車椅子対応トイレを設置した奇数番号の車両（DC1）と未設置である偶数番号の車両（DC2）による2両編成、貫通扉や幌が設置された先頭部、暖房装置の設置、アイルランド標準の応荷重付自動空気ブレーキの搭載など基本的な構造は2600系と同様だが、内装・外装においてUICおよびBS新規格に合わせた交通弱者や安全への配慮がより考慮された設計になっているのが特徴である。
車体は2600系と比較して更に強度を高め、事故の際に乗客や乗務員の安全性を高めるためクラッシャブルゾーンを車体の各部に設置している。座席配置は集団見合い式の2人掛けクロスシートで、中央部や車端部はボックスシートとなっている。機関はカミンズ製のもの（355 PS / 2,100 rpm）を導入し、変速機は変速1段・直結2段のトルクコンバータを採用する。2基設置されている電源装置は暖房使用時の負荷を考慮して自動運転機能を搭載し、負荷が軽減する夏季には1台のみ使用する事が出来る。
保安装置として車内信号装置やデッドマン・ビジランド装置に加え、軌道電流を監視する事で電流断絶によるレール状態の悪化を感知できるTCA装置が設置されている。また列車情報を連続的に記録するモニター装置も備わっており、記録されたデータは外部から確認する事が可能である。

## 運用
2000年から営業運転を開始し、それまで使用されていた機関車牽引の客車列車を置き換えた。登場時の塗装はオレンジ色を基調に黒・白の帯が入るものであったが、2003年に"ARROW"が"コミューター（Commuter）"へブランド名を変更したのに併せて塗装が変更されている。2019年現在もコミューターの各系統で営業運転に就く。
10編成20両が製造・輸出されたが、うち2編成が事故によって廃車されたため2019年の時点で8編成16両が在籍する。

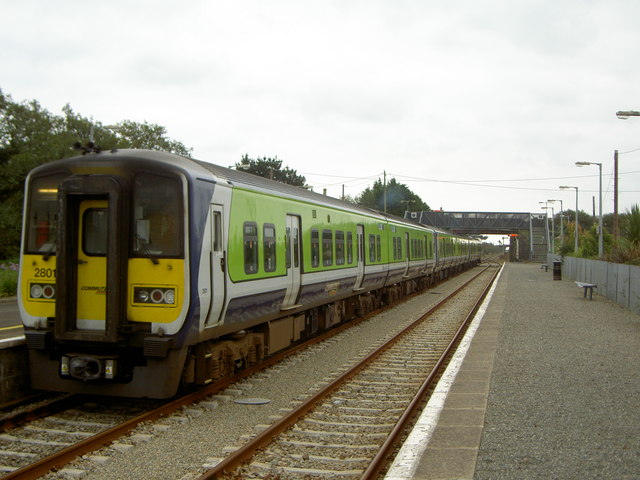
"コミューター"へのブランド変更直後の塗装